# Baeacis validus
Baeacis validus är en stekelart som beskrevs av Chou och Hsu 1998. Baeacis validus ingår i släktet Baeacis och familjen bracksteklar. Inga underarter finns listade.